# Yusleidys Mendieta
Yusleidys Mendieta (ur. 17 lutego 1994) – kubańska lekkoatletka specjalizująca się w wielobojach.
Pierwszy międzynarodowy sukces odniosła w 2011 zdobywając mistrzostwo świata juniorów młodszych. Medalistka mistrzostw Kuby.
Rekord życiowy w siedmioboju (seniorskim): 6024 pkt. (17 marca 2013, Hawana). 

## Osiągnięcia
| Rok  | Impreza                               | Miejsce         | Konkurencja | Pozycja     | Wynik     |
| ---- | ------------------------------------- | --------------- | ----------- | ----------- | --------- |
| 2011 | Mistrzostwa świata juniorów młodszych | Lille Metropole | siedmiobój  | 1. miejsce  | 5697 pkt. |
| 2012 | Mistrzostwa świata juniorów           | Barcelona       | siedmiobój  | 10. miejsce | 5514 pkt. |
| 2013 | Mistrzostwa panamerykańskie juniorów  | Medellín        | siedmiobój  | 1. miejsce  | 5627 pkt. |
| 2014 | Igrzyska Ameryki Środkowej i Karaibów | Xalapa          | siedmiobój  | 2. miejsce  | 5819 pkt. |
| 2015 | Igrzyska panamerykańskie              | Toronto         | siedmiobój  | 5. miejsce  | 5860 pkt. |